# ميتش روز
ميتش روز (بالإنجليزية: Mitch Rose)‏ (4 يوليو 1994 بدونكاستر في المملكة المتحدة - ) هو لاعب كرة قدم بريطاني في مركز الوسط. لعب مع نادي روذرهام يونايتد ونادي كرولي تاون وStamford A.F.C. ‏ ونادي مانسفيلد تاون.

## وصلات خارجية
- ميتش روز على موقع Soccerbase.com (لاعب) (الإنجليزية)